# IJsselstein

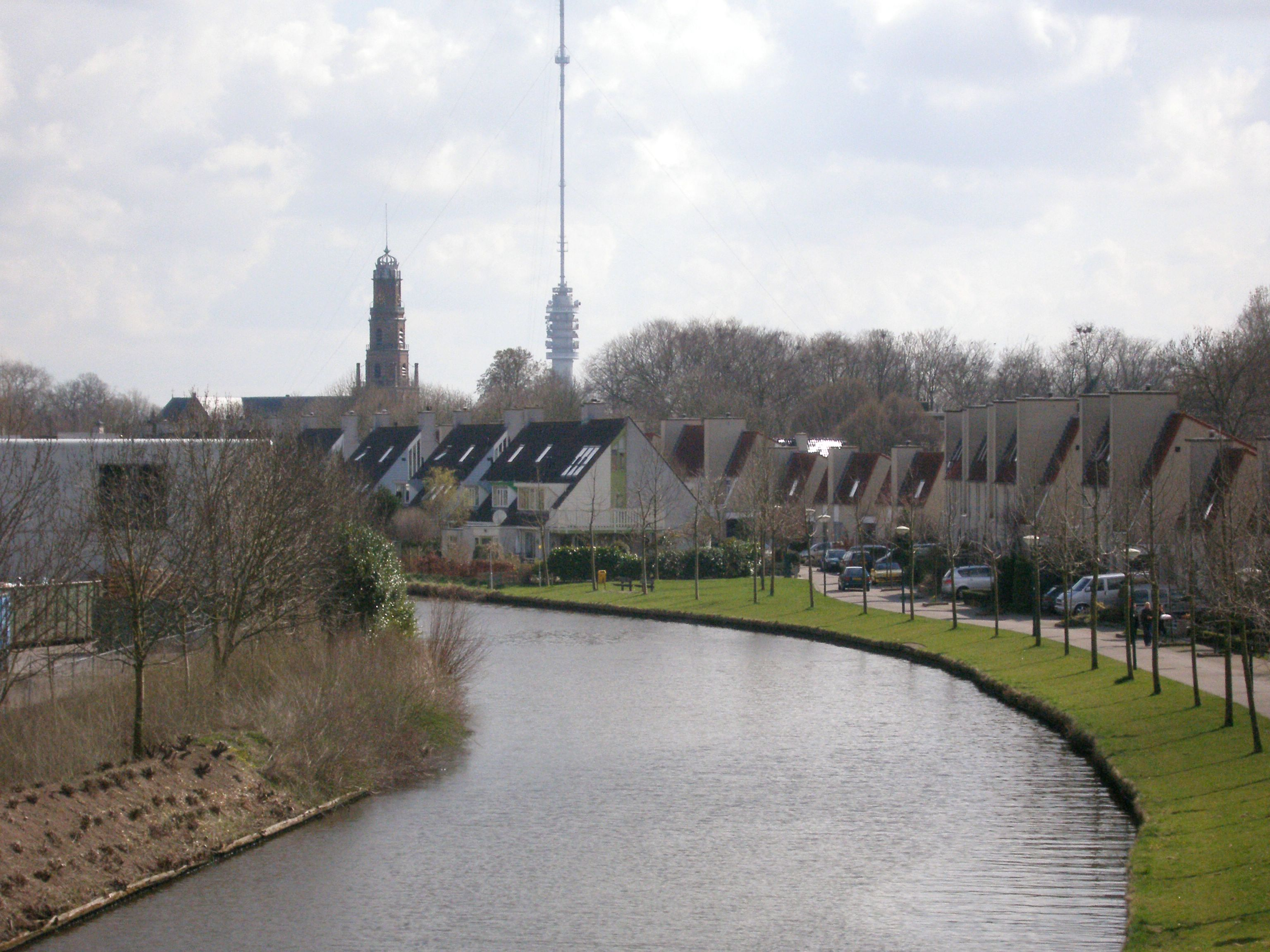

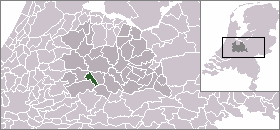
Lägeskarta

IJsselstein är en kommun i provinsen Utrecht i Nederländerna. Kommunens hade 33.643 invånare 2005 och har en yta på 21,6 km².